# بخش جبالپور
بخش جبالپور (به انگلیسی: Jabalpur district) یک منطقهٔ مسکونی در هند است که در Jabalpur division واقع شده‌است. بخش جبالپور ۵٬۱۹۸ کیلومتر مربع مساحت و ۲٬۴۶۳٬۲۸۹ نفر جمعیت دارد.